# 4. Königlich Bayerische Feldartillerie-Brigade
Die 4. Feldartillerie-Brigade war ein Großverband der Bayerischen Armee.

## Geschichte
Die Brigade wurde am 1. Oktober 1901 durch Umbenennung der 2. Feldartillerie-Brigade errichtet. Sie war Teil der 4. Division und hatte ihr Kommando in Nürnberg.
Der Großverband wurde zu Beginn des Ersten Weltkriegs im Rahmen der 6. Armee an der Westfront eingesetzt.
Im weiteren Kriegsverlauf wurde gemäß Verordnung des Kriegsministeriums vom 22. Februar 1917 aus dem Stab der Artillerie-Kommandeur Nr. 4 gebildet.
Nach Kriegsende kehrte der Stab Anfang Dezember 1918 in die Heimat zurück, wurde dort demobilisiert und schließlich am 16. Dezember 1918 aufgelöst.

## Unterstellung
Der Brigade war vor Beginn des Ersten Weltkriegs die folgenden Einheiten unterstellt:
- 2. Feldartillerie-Regiment „Horn“ in Würzburg
- 11. Feldartillerie-Regiment in Würzburg

## Kommandeure
| Dienstgrad          | Name                            | Datum                                |
| ------------------- | ------------------------------- | ------------------------------------ |
| Oberst/Generalmajor | Arthur Straßner                 | 13. September 1901 bis 9. April 1905 |
| Generalmajor        | Wilhelm Görtz                   | 10. April 1905 bis 15. Juli 1907     |
| Oberst/Generalmajor | Ferdinand Habersack             | 16. Juli 1907 bis 24. Mai 1911       |
| Oberst              | Konrad Krafft von Dellmensingen | 25. Mai 1911 bis 21. April 1912      |
| Oberst/Generalmajor | Hermann von Burkhardt           | 22. April 1912 bis 22. April 1916    |
| Generalmajor        | Walter Kollmann                 | 23. April 1916 bis Dezember 1918     |